# San Francisco State Gators
San Francisco State Gators, (español: los aligátores de la Estatal de San Francisco) es el nombre de los equipos deportivos de la Universidad Estatal de San Francisco, situada en San Francisco, California. Los equipos de los Gators participan en las competiciones universitarias organizadas por la NCAA, y forman parte desde 1998 de la CCAA.

## Programa deportivo
Los Gators compiten en 5 deportes masculinos y en otros 6 femeninos:
| - Masculino - Baloncesto - Fútbol - Béisbol - Lucha - Cross | - Femenino - Baloncesto - Fútbol - Voleibol - Cross - Atletismo - Softball |

## Instalaciones deportivas
- Main Gymnasium, también conocido como "The Swamp" es el pabellón donde disputan sus competiciones los equipos de baloncesto, voleibol y lucha.[1]

- Cox Stadium  es el estadio donde disputan sus encuentros los equipos de fútbol y el atletismo. Tiene una capacidad para 5.000 espectadores.[1]